# Looking Glass (Internet)
Los servidores Looking Glass son computadoras públicamente accesibles a través Internet que corren alguna variedad del software Looking Glass (o servidor LG). Este permite acceso remoto a información de encaminamiento de paquetes en una red TCP/IP. Es particularmente útil para que los responsables de redes puedan revisar y corregir problemas en tablas de encaminamiento (también denominadas mediante el anglicismo tablas de ruteo). Esencialmente, el servidor actúa como proveedor de información de lectura a routers de cualquier organización que esté corriendo un servidor LG. 
Usualmente los servidores Looking Glass públicamente accesibles son ofrecidos por proveedores de Internet (en inglés, Internet Service Providers, ISPs) o puntos de intercambio de Internet (Internet Exchange Points, IXPs).